# Pitcairnia violascens
Pitcairnia violascens är en gräsväxtart som beskrevs av Lyman Bradford Smith. Pitcairnia violascens ingår i släktet Pitcairnia och familjen Bromeliaceae. IUCN kategoriserar arten globalt som sårbar.
Artens utbredningsområde är Ecuador. Inga underarter finns listade i Catalogue of Life.